# Brant (New York)
Brant est une ville (town) américaine du comté d'Érié, dans l'État de New York. Selon le recensement des États-Unis de 2020, la ville compte 1 912 habitants. La ville doit son nom au chef mohawk Joseph Brant.

## Histoire
Le premier colon blanc, Moses Tucker, est arrivé vers 1816. La zone se trouvait à l'origine dans la ville de Willink (en) et a été organisée le 25 mars 1839, à partir de certaines parties des villes d'Evans et de Concord.

### Histoire ancienne
Le Gazetteer de l'État de New York de J. H. French, de Syracuse, New York : R. Pearsall Smith, 1860, contient l'entrée suivante pour la ville de Brant :
BRANDT[1] – a été formé par Collins et Evans, le 25 mars 1839. Il est situé sur la rive du lac Érié, dans l'angle sud-ouest du comté. Le terrain est généralement plat, avec une légère pente vers le lac. La crique Cattaraugus (en) forme une partie de la limite sud. Les autres principaux cours d'eau sont les criques Big Sister, Delaware et Muddy. Le sol est généralement un loam graveleux mêlé d'argile. Brandt (p.v. (en)) compte 20 maisons. Mill Branch (Farnham p.o.) est la Saw Mill Station sur la B. & ERR, et compte 30 maisons. La première colonie a été établie en 1817 par Moses Tucker[2]. Les premiers services religieux ont été célébrés par Benj. Olmsted, en 1820. Une église unie est la seule de la ville.
[1] Nommé d'après le colonel Joseph Brant, chef mohawk. Son nom indien était « Tha-yan-da-nee-gah », qui signifierait, « bois partiellement brûlé » ou « une marque ». Comme les Indiens ne distinguent pas le « d » du « t » dans leur prononciation, il est devenu Brant. — Asher Wright, missionnaire à la réserve de Cattaraugus.
[2] John, Robert et le major Campbell, ainsi que John West, s'installèrent dans la ville en 1808, et Ansel Smith, Robt. et Wm. Grannis, et Benj. Olmsted, en 1819. La première naissance fut celle d'un fils de John West, en 1818 ; le premier mariage, celui de Levi Grannis et Leah Hallida, en 1819 ; et le premier décès, celui de Matthew West, en 1822. Le premier moulin fut construit par Sam'l Butts, en 1822 ; la première auberge fut tenue par Josephus Hubbard, en 1825 ; et le premier magasin, par Milton Morse, en 1835. Julia Bradley enseigna à la première école, en 1823.

Cette source ancienne est inexacte quant à la signification du nom de Brant. Son nom mohawk signifiait « il fait deux paris ». Son prénom chrétien lui venait de son beau-père. Lors du baptême, les autochtones recevaient des prénoms chrétiens, souvent inspirés du nom du missionnaire ou du prêtre blanc qui les avait convertis. Le beau-père de Brant reçut le prénom chrétien « Barent », raccourci plus tard en Brant dans l'usage courant. Quand Joseph était jeune, il était connu dans son village sous le nom de « Joseph de Brant » et sa sœur sous le nom de « Marie de Brant ». Ils devinrent plus tard Joseph Brant et Mary « Molly » Brant.

## Géographie
Selon le Bureau du recensement des États-Unis, la ville a une superficie totale de 24,3 milles carrés (62,94 km2).
L'autoroute de l'État de New York (en) (Interstate 90 (en)), U.S. Route 20 (en) et la route NY 5 (en) traversent la ville.

### Zones limitrophes
Brant est bordée à l'ouest par le lac Érié, au sud par la réserve autochtone de Cattaraugus (en), à l'est par la ville de North Collins, et celle d'Evans au nord.

## Démographie
Selon le recensement  de 2000, il y avait 1 906 personnes, 710 ménages et 528 familles résidant dans la ville. La densité de population était  78,4 hab/mi2 (30,3 hab km2). La composition raciale de la ville était de 93,60 % de Blancs, 1,26 % d'Afro-Américains, 3,78 % d'Amérindiens, 0,31 % d'autres « races » et 1,05 % de deux races ou plus. Les Hispaniques ou Latino de toute race représentaient 1,36 % de la population.
Il y avait 710 ménages, dont 29,3 % avaient des enfants de moins de 18 ans vivant avec eux, 56,9 % étaient des couples mariés vivant ensemble, 12,1 % avaient une femme au foyer sans mari présent et 25,5 % n'étaient pas des familles. 19,6 % de tous les ménages étaient composés de personnes seules et 10,0 % avaient une personne vivant seule âgée de 65 ans ou plus. La taille moyenne des ménages était de 2,68 et la taille moyenne des familles de 3,07.
L'âge de la population de la ville est dispersée : 24,8 % avaient moins de 18 ans, 6,5 % avaient entre 18 et 24 ans, 28 % avaient entre 25 et 44 ans, 25,2 % avaient entre 45 et 64 ans et 15,6 % avaient 65 ans ou plus. L'âge médian était de 39 ans. Pour 100 femmes, on comptait 90,6 hommes. Pour 100 femmes de 18 ans et plus, on comptait 89,7 hommes.

## Économie
Le revenu médian des ménages de la ville était de 41 847 $ et celui des familles de 47 130 $. Le revenu médian des hommes était de 35 913 $, contre 23 646 $ pour les femmes. Le revenu par habitant était de 19 803 $. Environ 4,0 % des familles et 6,4 % de la population vivaient sous le seuil de pauvreté, dont 7,0 % des moins de 18 ans et 6,9 % des 65 ans et plus.

## Personnes notables
- John Joseph Bernet (en), dirigeant de chemin de fer
- Luther Buxton (en), législateur et médecin des États de New York et du Wisconsin
- Marion Fricano (en), ancienne lanceuse de la MLB
- Clint Holmes (en), artiste de Las Vegas originaire de Farnham

## Communautés et localités à Brant
- Brant (en), un hameau situé sur la Route 249.
- Le parc d'État d'Evangola (en) se trouve principalement dans la ville, sur la rive du lac Érié.
- Farnham, un village dans la partie est de la ville, le plus petit village du comté d'Erie